# Rechtspersoon met wettelijke taak
Een rechtspersoon met wettelijke taak (kortweg RWT) is in Nederland een rechtspersoon die een wettelijke taak uitoefent. Het is dus geen overheidsorganisatie in de zin van een publiekrechtelijke entiteit maar voert wel een overheidstaak uit.
De Comptabiliteitswet 2001 heeft voor het eerst een juridische definitie gegeven:
rechtspersonen voor zover die een bij of krachtens de wet geregelde taak uitoefenen en daarmee geheel of gedeeltelijk worden bekostigd uit de opbrengst van bij of krachtens de wet ingestelde heffingen
(artikel 91 CW). De Comptabiliteitswet 2016 heeft deze definitie goeddeels overgenomen in artikel 1.1. Deze wet geeft de Algemene Rekenkamer de bevoegdheid onderzoek te doen bij RWT's.
Een orgaan van een RWT kan tevens een zelfstandig bestuursorgaan (zbo) zijn. Een agentschap is nooit een RWT, want het is altijd onderdeel van een ministerie.

## Voorbeelden
- Het Centraal Bureau Rijvaardigheidsbewijzen (CBR) is ingesteld bij wet als de organisatie die rijexamens mag afnemen, waarbij het een bepaald bedrag aan heffingen als inkomstenbron mag rekenen. Het bestuur van het CBR is tevens een zbo.
- Staatsbosbeheer beheert bossen en natuurgebieden in Nederland en bevordert recreatie in zo veel mogelijk van deze gebieden.
- Koninklijke Nederlandse Akademie van Wetenschappen (KNAW) verenigt uitblinkende wetenschappers en kunstenaars in Nederland, is adviseur van de regering inzake wetenschapsbeleid en het gebruik van wetenschap voor beleid, is verantwoordelijk voor vijftien instituten die zich bezighouden met onderzoek in de geesteswetenschappen, sociale wetenschappen en levenswetenschappen.[1][2]